# The Great Pretender (album av Dolly Parton)
The Great Pretender är ett coveralbum av Dolly Parton, släppt i januari 1984 med gamla hitlåtar från 1950- och 60-talen. Den första singeln, en inspelning av The Drifters hitlåt från 1960, "Save the Last Dance for Me", var en tio-i-topp-countrysingel för Dolly Parton under tidigt 1984. Dolly Partons av "Downtown", 1965 en hit av Petula Clark, var albumets andra singel. Titelspåret var ursprungligen en hit för The Platters 1956.

## Låtlista
1. Save the Last Dance for Me - 3:50
2. I Walk the Line - 3:34
3. Turn! Turn! Turn! (to Everything There is a Season) -
4. Downtown - 4:24
5. Elusive Butterfly - 3.19
6. She Don't Love You Like I Love You - 3:19
7. We'll Sing in the Sunshine - 3.51
8. I Can't Help Myself - 2:50
9. We Had it All - 2:47
10. The Great Pretender - 3:41

## Listplaceringar
| Lista (1984) | Topplacering |
| ------------ | ------------ |
| Norge        | 18           |
| Sverige      | 9            |

### Fotnoter
1. ↑  Länk
2. ↑  Listplacering
3. ↑  Listplacering